# C30H50O3
化学式C30H50O3，摩尔质量 458.73 g/mol，可以指：
- 十一酸双氢睾酮，CAS号：6804-12-2
- 二氢桦木酸，CAS号：25488-53-3

|  | 这个同类索引页列出了具有相同分子式的化学物（即同分異構體）条目。 除非您是有意链接至本页，否则应将相应条目的内部链接指向正确的条目。 |